# Hipercarnivorisme
L'hipercarnivorisme és el règim alimentari d'un animal que té una dieta composta de més d'un 70% de carn, que complementa amb aliments de procedència no animal, com ara fongs, fruita i altres materials vegetals. En són exemples els dofins, les àguiles, les serps, els marlins, la majoria dels taurons i invertebrats com ara els polps i les estrelles de mar.
A més a més, aquest terme també s'utilitza en paleobiologia per descriure els tàxons animals amb un augment del component de lliscament de la seva dentadura relacionada amb la funció de molta.
Els hipercarnívors no són necessàriament depredadors alfa. Per exemple, els salmons són exclusivament carnívors, però són preses al llarg de tota la seva vida.